# Otoci Ashmore i Cartier
Otoci Ashmore i Cartier (eng. Ashmore and Cartier Islands, službeno Territory of Ashmore and Cartier Islands) su australski vanjski teritorij u Indijskom oceanu. Površina otoká je 5 km2. Bez stalnog su stanovništva.
Otoci su prvobitno bili britanski posjed, a od 1931. otoci su dio Australije, te od 1978. neposredno pod upravom savezne vlade.
Na otocima raste rijetka grmolika vegetacija te kokosove palme, na otocima žive ptice i kornjače. Cjelokupni teritorij je prirodni rezervat i nije otvoren za turiste.
Na otocima se ponekad zadržavaju ribari.
U ove otoke ulazi 155,4 km2 grebena Ashmore, uključujući Zapadni, Srednji i Istočni otočić s dvjema lagunama unutar grebena te 44,0 km2 grebena Cartier, uključujući otok Cartier. Ukupno imaju 74,1 km obalne crte, mjereno vanjskim rubom grebena. Nema luka ni sidrišta. Jedino moguće sidrenje je dalje od obale. 
Ukupna suhozemna površina Zapadnog, Srednjeg i Istočnog otočića nije jednoznačno utvrđena. Razna izvješća navode 54 ha, 93 ha i 112 ha (1 hektar je 0,01 km2). Otok Cartier je pješčani otok bez raslinja, površine 0,4 ha.
Greben Ashmore se na indonezijskom zove Pulau Pasir. Na jeziku otoka Rotea naziva se Nusa Solokaek. Na oba jezika značenje je "Pješčani otok".
Obližnji greben Hibernia koji se nalazi 42 km sjeveroistočno od Ashmoreovog grebena nije dio teritorija, ali pripada Zapadnoj Australiji. Nema stalnu suhozmenu površinu, nego je povremeno iznad površine mora, a za velike oseke veliki dio grebena za izroni iz mora.

## Popis biljnih vrsta
Na popisu je 16 biljnih vrsta, 15 autohtonih i jedna uvezena. Na dvosupnice otpada 12 vrsta, 2 na jednosupnice.
1. Amaranthus interruptus R. Br.
2. Boerhavia acutifolia (Choisy) J. W. Moore
3. Boerhavia burbidgeana Hewson
4. Boerhavia tetrandra G. Forst.
5. Cassytha filiformis L.
6. Cocos nucifera L.
7. Cordia subcordata Lam.
8. Guettarda speciosa L.
9. Gynandropsis gynandra (L.) Briq.
10. Heliotropium foertherianum Diane & Hilger
11. Ipomoea pes-caprae subsp. brasiliensis
12. Ipomoea violacea L.
13. Portulaca pilosa var. tuberosa
14. Scaevola sericea G. Forst.
15. Sesbania cannabina (Retz.) Pers.; uvezena
16. Suriana maritima L.
17. Thalassia hemprichii (Solms) Asch.